# Artur Joelsson
Artur Gustaf Gideon Joelsson, född 18 oktober 1891 i Högstena socken i dåvarande Skaraborgs län, död 20 mars 1979 i Uppsala, var en svensk folkskollärare, kantor, kompositör och författare.
Artur Joelsson var son till hemmansägare Svante Joelsson och Charlotta Larsdotter. Han tog folkskollärarexamen vid folkskoleseminariet i Växjö 1914, organistexamen i Skara 1916 samt kyrkosångarexamen där 1926.
Han tjänstgjorde först i Hjo 1917–1927 och var sedan folkskollärare i Rickomberga folkskola, Uppsala, samtidigt som han var organist i Helga Trefaldighets församling i Uppsala 1927–1956.
Joelsson var författare till ett 20-tal böcker, några av dem översattes till flera olika språk. Han komponerade även kyrklig orgelmusik och flera av hans verk gavs ut på Diakonistyrelsens förlag. Vidare föreläste han inom kristna ämnen vilket föranledde mycket resor. Hustrun Karin var då hans vikarie på lärarposten.
Han gifte sig 1917 med folkskollärare Karin Hedlund (1889–1978) och de fick tre barn: Birgitta (1918–2004), Margareta (1925-2023) och Ingemar Joelsson (1930-2019).